# Albert Spear Hitchcock
Albert Spear Hitchcock, född den 4 september 1865 i Owosso i Michigan, död den 16 december 1935, var en amerikansk botaniker som var specialiserad på gräs.
Auktorsnamnet Hitchc. kan användas för Albert Spear Hitchcock i samband med ett vetenskapligt namn inom botaniken; se Wikipediaartiklar som länkar till auktorsnamnet.